# Under Alien Skies: A Sightseer's Guide to the Universe
Under Alien Skies: A Sightseer's Guide to the Universe (с англ. — «Под чужими небесами: путеводитель туриста по Вселенной») — научно-популярная книга американского астронома и научного журналиста Филлипа Плейта, опубликованная в 2023 году. Книга посвящена мысленным экспериментам, описывающим, как человек воспринимал бы окружающую среду и небесные явления, находясь на различных астрономических объектах Солнечной системы и за её пределами. В основе описаний лежат научные данные из области астрономии, физики и геологии, которые автор использует для создания гипотетических сценариев туристических визитов или исследовательских миссий.

## Содержание
Каждая глава посвящена определённому типу астрономических объектов — от ближайших к Земле до наиболее экзотических космических тел.

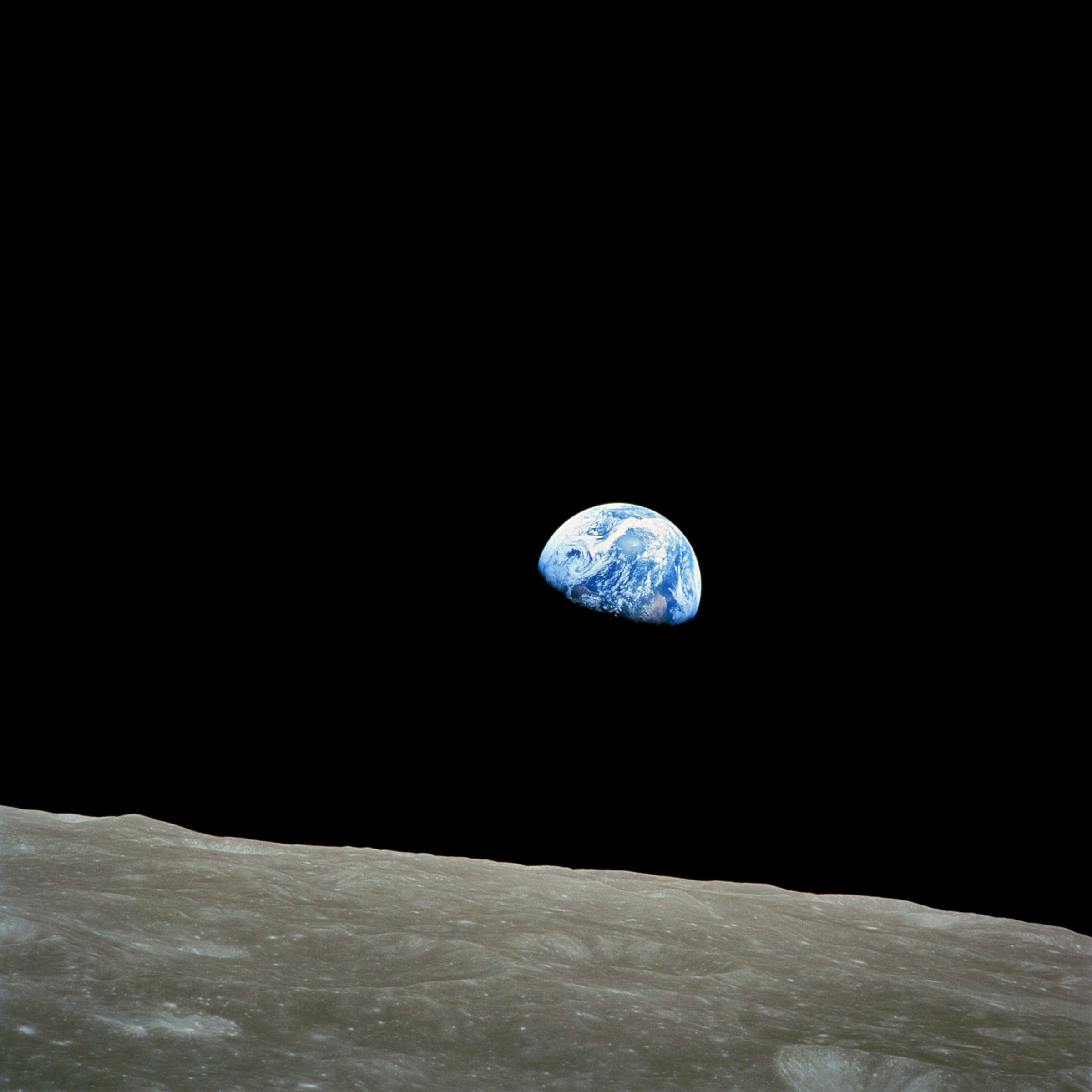
Фотография «Восход Земли», полученная миссией Аполлон-8 в 1968 году.

Плейт начинает описание с Луны, анализируя особенности слабого гравитационного поля, лунного реголита и перспективы наблюдения Земли с лунной поверхности. В главе о Марсе рассматриваются характеристики разреженной атмосферы, глобальные пылевые бури, специфика марсианских закатов и два естественных спутника планеты.
Отдельные разделы посвящены малым телам Солнечной системы — астероидам и кометам, которые автор характеризует как конгломераты обломочного материала или ледяные тела, а также анализирует физические особенности перемещения в условиях микрогравитации.
В книге подробно описаны газовые гиганты, в частности Сатурн с его сложной кольцевой системой и спутниками, включая Титан и Энцелад. Специальная глава посвящена Плутону — его экстремальным климатическим условиям и системе из пяти спутников.
Значительное внимание уделено экзопланетам, особенно мирам, обращающимся вокруг красных карликов (система TRAPPIST-1), где планеты находятся в непосредственной близости друг от друга. Плейт также моделирует условия на планетах в двойных звёздных системах и в плотных звёздных скоплениях, где ночное небо освещено множеством близких звёзд.
Заключительные главы описывают области звездообразования и звёздной эволюции — туманности (включая Туманность Ориона) и тёмные пылевые облака. Завершается книга анализом чёрных дыр, где автор объясняет экстремальные гравитационные эффекты, искривление пространства-времени и визуальные феномены, наблюдаемые при приближении к горизонту событий.

## Отзывы
Книга получила положительные отзывы рецензентов, которые высоко оценили её доступный стиль, научную достоверность и увлекательный формат воображаемых путешествий.
Эшли Йегер из Science News назвала книгу «колдовской космической поездкой» и охарактеризовала автора как «идеального капитана в этой экспедиции», который ярко описывает инопланетные миры, «умело вплетая научные данные для обоснования пейзажей». Она отметила, что Плейт не только создаёт живописные картины, но и объясняет научные детали, например, рассказывая, какие скафандры потребовались бы для наблюдения за небом на Луне или Марсе. Йегер особо выделила главы, посвящённые комете Чурюмова — Герасименко и виду на горизонт событий чёрной дыры, и настоятельно рекомендовала книгу к прочтению.
В рецензии журнала Sky & Telescope Питер Тайсон отметил, что Плейт успешно справляется с задачей приближения читателей к удивительным объектам Вселенной, подчеркнув использование автором новейших научных данных. Рецензент положительно оценил тот факт, что, когда речь заходит об объектах за пределами Солнечной системы, Плейт честно указывает на спекулятивность некоторых описаний и приводит необходимые оговорки (например, о возможном отсутствии каменистых планет в шаровых скоплениях), что, по мнению обозревателя, «повышает доверие к нему как к проводнику».
Джефф Фауст из The Space Review похвалил книгу за доступный и увлекательный стиль изложения («мы, люди, — это липкие мешки из мяса»), отметив при этом обилие познавательного материала даже для читателей, знакомых с астрономией. В качестве примера Фауст приводит описание того, как привычные созвездия, такие как Орион, выглядели бы из системы TRAPPIST-1.
Все рецензенты сходятся в том, что книга представляет собой удачное сочетание научной достоверности и увлекательного повествования, делая сложные астрономические концепции доступными широкой аудитории через оригинальный формат воображаемого космического туризма.